# Központi Statisztikai Hivatal

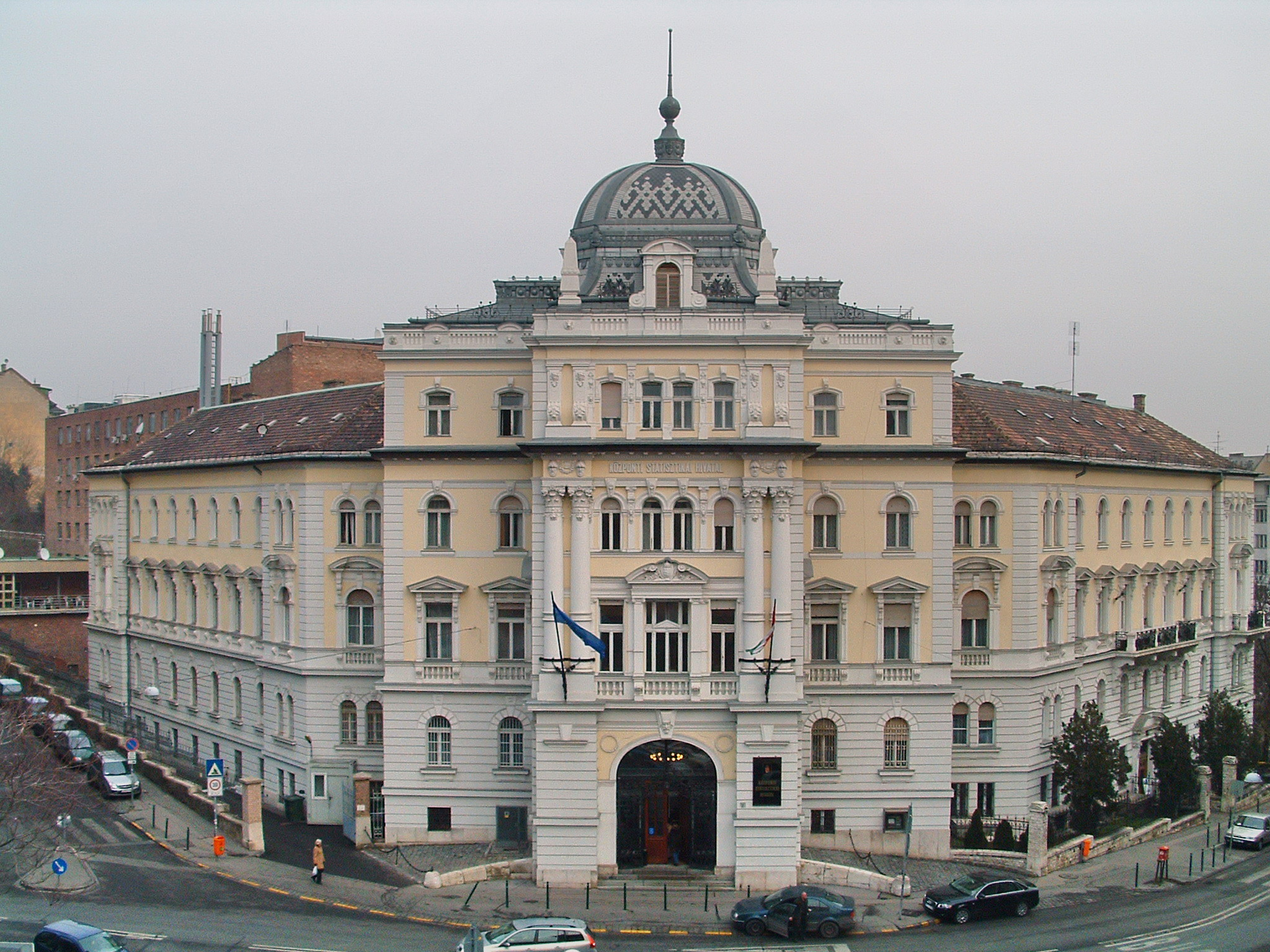
Hauptgebäude im
II. Budapester Bezirk.

Központi Statisztikai Hivatal (kurz: KSH, deutsch: Zentrales Statistikbüro; englisch Hungarian Central Statistical Office, HCSO) ist eine in fachliche Fragen unabhängige Statistikbehörde, die unter der Aufsicht der ungarischen Regierung steht. Ihre Hauptaufgabe ist die Erhebung, Verarbeitung und Veröffentlichung wirtschaftlicher und sozialer Daten. Das Amt stellt diese Daten dem Parlament, den Behörden der zentralen Landesverwaltung, den lokalen Verwaltungen, der Wissenschaft, den Wirtschaftsorganisationen, der Bevölkerung und den Medien zur Verfügung.
Die Behörde ist für die Volkszählungen in Ungarn verantwortlich. Im Jahr 2022 fand die jüngste Volkszählung statt. Von ihr bzw. den Vorgängerinstitutionen wurden solche in den Jahren 1970, 1980, 1990, 2001 und 2011 durchgeführt.

## Wichtige Publikationen
- Statistical yearbook of Hungary / Magyar statisztikai évkönyv (jährlich); ISSN 1215-7864
- Regional Statistical Yearbook of Hungary / Területi statisztikai évkönyv (vierteljährlich); ISSN 2063-9538 (Print)
- Demographic Yearbook / Demográfia (vierteljährlich, seit 1958, seit 2003 auch in Englisch), in Zusammenarbeit mit dem KSH – Népességtudományi Kutatóintézet (Hungarian Demographic Research Institute) und der Ungarischen Akademie der Wissenschaften; ISSN 2498-6496
- Hungarian Statistical Review (zweimal jährlich); ISSN 2630-9130
- Statistical Yearbook of Budapest / Budapest statisztikai évkönyve (seit 1959); ISSN 0521-4882